# Lluís, Le Grand Condé

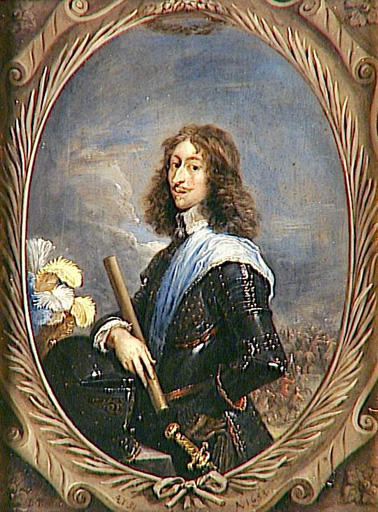
El Gran Condé pintat pel flamenc Teniers, el Jove.

En Lluís II de Borbó-Condé, conegut com a “el Gran Condé”, (París, 1621 — Fontainebleau, 1686) va ser mariscal militar, primer príncep de sang reial a França, i virrei de Catalunya el 1647.
Era fill del príncep Enric II de Borbó-Condé i de l'aristòcrata francesa Carlota Margarida de Montmorency. Entre els seus títols nobiliaris consten els de príncep de Condé, duc de Borbó, duc de Fronsac, duc d'Enghien, duc de Montmorency, comte de Sancere i comte de Charolais, a més de governador de Berry.
L'11 de maig de 1641 es va casar amb Clara Clementina de Maillé, Mademoiselle de Brézé (1629-1694), filla d'Urbain de Maillé (1598-1650) i de Nicol de Plessis (1587-1635), i cosina del Cardenal Richelieu. A més de desenvolupar una important carrera militar, va protegir importants literats i intel·lectuals francesos, com Racine, Boileau, Molière o Bossuet.

## Al servei de la monarquia francesa
És un destacat militar de la Guerra dels Trenta Anys. Participa en les victòries de França a la Picardia (1640) i Rosselló (1642). El 19 de maig de 1643, cinc dies després de la mort de Lluís XIII de França, encapçala l'exèrcit gal en la transcendental batalla de Rocroi acabant amb qualsevol perspectiva de reobrir el camí dels espanyols, i Madrid finalment va acceptar que la guerra contra els holandesos no es podia guanyar. Tanmateix, Condé no va poder aprofitar plenament la seva victòria per les dificultats de provisionament i per la derrota de Josias von Rantzau a mans d'una força imperial-bavaresa liderada per Franz von Mercy a la batalla de Tuttlingen al novembre i que va provocar la pèrdua dels territoris guanyats en cinc anys. Condé torna a vèncer les tropes hispàniques en les batalles de Friburg (agost 1644) i Nördlingen (agost 1645).
El febrer de 1647 es decideix nomenar-lo com a virrei de Catalunya. Condé només restarà al Principat entre principis d'abril i finals d'octubre. Durant aquests mesos, és incapaç de recuperar Lleida; en canvi, aconsegueix defensar les places del Camp de Tarragona (Salou i Constantí) i conquerir Àger.
Retornat a França, venç les tropes de Leopold Guillem d'Habsburg a Lens (agost 1648). Segons Fernando Sánchez Marcos, aquesta victòria va ser decisiva per la firma de la Pau de Westfàlia a favor dels interessos francesos, que s'asseguraven els bisbats de Lorena, Verdun sur Meuse i Toul i pràcticament tota l'Alsàcia.

## La Fronda
En els primers compassos de la Fronda, dona suport al cardenal Mazzarin i a la reina regent Anna d'Àustria. No obstant això, el primer ministre francès ordena empresonar-lo més d'un any a Vincennes (1650-51). En ser alliberat per la pressió popular, encapçala la segona Fronda, anomenada dels prínceps, que compta amb el suport de la Cort Hispànica. La decisió va comportar que el virrei de Catalunya Ferdinand de Marsin, partidari de Condé, abandonés el Principat amb les seves tropes el setembre de 1651. En conseqüència, Anna d'Àustria el declara rebel i traïdor. El 12 d'octubre de 1652, en veure's amb poc suport del parlament parisenc, fuig de la capital francesa cap als Països Baixos espanyols.

## Al servei de Felip IV de Castella
Des d'aquest moment, Condé combat en l'exèrcit de Felip IV de Castella, obtenint resultats desiguals en el camp de batalla. Perd a Arràs contra el marquès de Turena (1654), emergeix vencedor de la batalla de Valenciennes (1656) i torna a perdre contra l'exèrcit francès a la batalla de les Dunes (1658). Sánchez Marcos assenyala la manca de complicitat que va tenir amb Joan Josep d'Àustria.

## Perdó de Lluís XIV de França
En les negociacions del Tractat dels Pirineus (1659), el tractament de Condé esdevé un dels punts més complexos a tractar. El cardenal Mazzarin es compromet a garantir-li el perdó reial, fet que permet el seu retorn a França amb les dignitats i el patrimoni que li havien estat confiscats.
No obstant això, Lluís XIV de França no concedeix responsabilitats militars a Condé fins a la Guerra de Devolució (1667-68), en la qual aconsegueix ocupar del Franc Comtat. La darrera gesta militar del príncep és la victòria contra Guillem d'Orange a Seneffe en la Guerra contra Holanda (1674).
Malalt de gota, Condé va restar al palau de Chantilly des de 1676. Allí va morir-hi el 4 de desembre de 1686.